# HD 199101
HD 199101，又名BD+32 3980，SAO 70645、HR 8005，是一颗恒星，视星等为5.47，位于銀經76.54，銀緯-7.29，其B1900.0坐标为赤經20h 49m 50.7s，赤緯+33° -7.29′ 27″。